# Gerechtshof (Nederland)

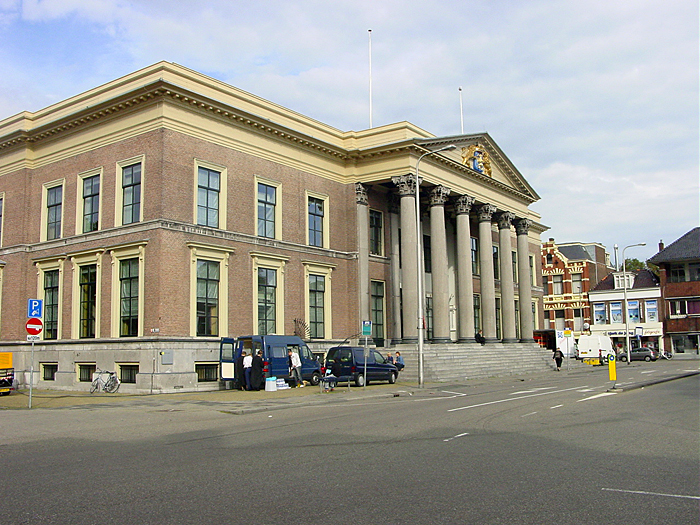
Het gerechtshof Arnhem-Leeuwarden, locatie Leeuwarden

Een gerechtshof (vaak kortweg hof) is een rechterlijk college in Nederland. Normaliter spreekt een gerechtshof recht in hoger beroep. Zo kan een hof als beroepsinstantie fungeren in civielrechtelijke, strafrechtelijke en belastingrechtelijke geschillen. Het hof spreekt ook recht als men tegen een bepaald Centraal Tuchtcollege in hoger beroep gaat (zoals het Centraal Tuchtcollege voor de Gezondheidszorg).
Er zijn in Nederland vier gerechtshoven: Amsterdam, Arnhem-Leeuwarden, Den Haag en 's-Hertogenbosch. De vergelijkbare rechterlijke instantie in Caribisch Nederland, Aruba, Curaçao en Sint Maarten is het Gemeenschappelijk Hof van Justitie van Aruba, Curaçao, Sint Maarten en van Bonaire, Sint Eustatius en Saba.
De rechters van een gerechtshof worden 'raadsheer' genoemd. Een raadsheer kan een man of een vrouw zijn: een vrouwelijke raadsheer wordt niet raadsvrouw of raadsdame genoemd.
Rechterlijke uitspraken van een hof worden gewoonlijk niet aangeduid als 'vonnis', maar als arrest. Daarnaast geven hoven (net als rechtbanken) beschikkingen.
Een Nederlands ressort, dat beschikt over een gerechtshof is het equivalent van een gerechtelijk ambtsgebied in België, dat beschikt over een hof van beroep.
In civiele zaken bij het gerechtshof (en rechtbank) is een advocaat verplicht. Cliënten kunnen zelf niet aan het woord komen. Zij dienen tegen de elleboog van hun advocaat te tikken. Alleen als de voorzitter iets vraagt, kunnen (en moeten) cliënten zelf het woord voeren.
De griffier maakt het zittingsverslag. Hij noteert wat hij relevant vindt ("wat relevant is").
Klachten over eventuele valse gronden is onmogelijk. Men kan alleen in hoger beroep. Na het gerechtshof volgt alleen de Hoge Raad als mogelijkheid. Bij de Hoge Raad kunnen echter geen nieuwe bewijsstukken en argumenten worden aangevoerd.

## Strafrecht
Het gerechtshof behandelt alleen zaken in hoger beroep. In geval van hoger beroep behandelt het gerechtshof de zaak opnieuw in volle omvang, tenzij de partij die in hoger beroep is gekomen, de verdachte of het openbaar ministerie, het hoger beroep heeft beperkt tot bepaalde strafbare feiten. Het gerechtshof luistert opnieuw naar de standpunten van het openbaar ministerie, te weten de eis en de onderbouwing ervan die in een zogeheten requisitoir worden uitgesproken, en naar het pleidooi van de verdachte, meestal uitgesproken door een advocaat. Het gerechtshof is in beginsel niet gebonden aan de uitspraak van de rechtbank. Iemand die in eerste instantie is veroordeeld, kan dus worden vrijgesproken, maar ook een hogere straf krijgen. Mensen die in eerste instantie zijn vrijgesproken kunnen wederom worden vrijgesproken, maar ook worden veroordeeld tot een straf. De regel dat mensen na een vrijspraak in hoger beroep alleen maar bij eenparigheid van stemmen (unaniem oordeel) konden worden veroordeeld tot een straf is per 1 maart 2007 komen te vervallen.
Partijen die het niet eens zijn met een uitspraak van het gerechtshof kunnen op de griffie van het gerechtshof beroep in cassatie instellen, waarna de zaak wordt voorgelegd aan de Hoge Raad. Deze instantie beoordeelt echter alleen of het recht juist is toegepast en of de uitspraak van het hof voldoende is gemotiveerd. Onderzoek naar de feiten zal door de Hoge Raad niet worden ingesteld.
Wanneer men het oneens is met een besluit van het Openbaar Ministerie  om, nadat aangifte is gedaan, een persoon of rechtspersoon niet te vervolgen (een sepot) kan men bezwaar aantekenen bij het gerechtshof (de zogenoemde "artikel 12-procedure"). Het gerechtshof kan bevelen dat tot vervolging moet worden overgegaan.

## Burgerlijk recht
Wanneer een partij het niet eens is met een uitspraak van de rechtbank in een civielrechtelijk geschil, kan die partij in beginsel hoger beroep instellen bij het gerechtshof waaronder de betrokken rechtbank ressorteert. Gaat het om een vonnis dan dienen de wederpartijen bij deurwaardersexploot te worden opgeroepen om op een bepaalde datum voor het hof te verschijnen, vertegenwoordigd door een advocaat. Hoger beroep tegen een beschikking van de rechtbank vindt plaats door een door een advocaat ondertekend verzoekschrift (ook wel beroepschrift) te richten aan het hof. De griffie van het hof draagt dan zorg voor de oproeping van eventuele andere belanghebbende partijen. 
Bij de procedure in hoger beroep kunnen alle feiten en omstandigheden van een geschil aan het hof worden voorgelegd. Een arrest van het hof kan een gehele of gedeeltelijke bekrachtiging van het vonnis inhouden, dan wel de vernietiging van het bestreden vonnis, gevolgd door de (alsnog) toe- of afwijzing van de ingestelde vorderingen.
Het instellen van hoger beroep brengt in beginsel mee dat de tenuitvoerlegging van het bestreden vonnis moet worden opgeschort, zolang de zaak nog niet definitief door de rechter is beslist. In veel gevallen zal een vonnis echter uitvoerbaar bij voorraad zijn verklaard. Dit brengt mee dat een vonnis - ondanks hoger beroep - met hulp van de gerechtsdeurwaarder ten uitvoer kan worden gelegd. Machtiging tot executie van een niet bij voorraad uitvoerbaar vonnis kan worden gevorderd in kort geding, maar ook aan het hof, voorafgaand aan de behandeling van het hoger beroep. In de praktijk wordt bij geldvorderingen vaak het te betalen bedrag gedurende het proces in hoger beroep op een derdenrekening gestort. 
Na het gerechtshof staat alleen nog beroep in cassatie bij de Hoge Raad open. In cassatie wordt echter niet de zaak inhoudelijk opnieuw behandeld, maar wordt slechts beoordeeld of het recht juist is toegepast en of de uitspraak van het hof voldoende is gemotiveerd.

## Bestuursrecht
Bij de belastingkamer van het gerechtshof kan hoger beroep worden ingesteld van beslissingen van de rechtbank in belastingzaken. Voor andere bestuursrechtelijke hoger beroepen kan men zich niet tot het gerechtshof wenden, maar, naargelang het onderwerp van de zaak, tot de Raad van State, het College van Beroep voor het bedrijfsleven of de Centrale Raad van Beroep. Voor belastingzaken is een advocaat niet verplicht.